# Aleksandr Tretiakov (luchador)
Aleksandr  Vladímirovich Tretiakov –en ruso, Александр Владимирович Третьяков– (Perm, 1 de octubre de 1972) es un deportista ruso que compitió en lucha grecorromana.
Participó en los Juegos Olímpicos de Atlanta 1996, obteniendo una medalla de bronce en la categoría de 68 kg. Ganó tres medallas en el Campeonato Mundial de Lucha entre los años 1997 y 1999, y tres medallas en el Campeonato Europeo de Lucha entre los años 1996 y 1998.

## Palmarés internacional
| Juegos Olímpicos   | Juegos Olímpicos         | Juegos Olímpicos  | Juegos Olímpicos |
| Año                | Lugar                    | Medalla           | Categoría        |
| ------------------ | ------------------------ | ----------------- | ---------------- |
| 1996               | Atlanta (Estados Unidos) | Medalla de bronce | 68 kg            |
| Campeonato Mundial |                          |                   |                  |
| Año                | Lugar                    | Medalla           | Categoría        |
| 1997               | Breslau (Polonia)        | Medalla de plata  | 69 kg            |
| 1998               | Gävle (Suecia)           | Medalla de oro    | 69 kg            |
| 1999               | El Pireo (Grecia)        | Medalla de plata  | 69 kg            |
| Campeonato Europeo |                          |                   |                  |
| Año                | Lugar                    | Medalla           | Categoría        |
| 1996               | Budapest (Hungría)       | Medalla de plata  | 68 kg            |
| 1997               | Kouvola (Finlandia)      | Medalla de oro    | 69 kg            |
| 1998               | Minsk (Bielorrusia)      | Medalla de oro    | 69 kg            |